# Martin Nörl
Martin Nörl (Landshut, 12 augustus 1993) is een Duitse snowboarder. Hij vertegenwoordigde zijn vaderland op de Olympische Winterspelen 2018 in Pyeongchang.

## Carrière
Nörl maakte zijn wereldbekerdebuut in januari 2010 in Bad Gastein. In maart 2010 scoorde hij in Chiesa in Valmalenco zijn eerste wereldbekerpunten. Op de FIS wereldkampioenschappen snowboarden 2015 in Kreischberg eindigde de Duitser als 38e op de snowboardcross. In maart 2015 behaalde Nörl in Veysonnaz zijn eerste toptienklassering in een wereldbekerwedstrijd. In de Spaanse Sierra Nevada nam hij deel aan de FIS wereldkampioenschappen snowboarden 2017. Op dit toernooi eindigde hij als 24e op de snowboardcross, samen met Paul Berg eindigde hij als twaalfde in de teamwedstrijd snowboardcross. Tijdens de Olympische Winterspelen van 2018 in Pyeongchang eindigde de Duitser als achtste op het onderdeel snowboardcross.
Op 21 december 2018 boekte Nörl in Breuil-Cervinia zijn eerste wereldbekerzege. Op de FIS wereldkampioenschappen snowboarden 2019 in Park City eindigde hij als 28e op de snowboardcross. In Idre Fjäll nam de Duitser deel aan de FIS wereldkampioenschappen snowboarden 2021. Op dit toernooi eindigde hij als vijfde op de snowboardcross.

## Resultaten

### Olympische Winterspelen
| Jaar | Plaats      | Resultaten        |
| ---- | ----------- | ----------------- |
| 2018 | Pyeongchang | 8e Snowboardcross |

### Wereldkampioenschappen
| Jaar | Plaats        | Resultaten                                 |
| ---- | ------------- | ------------------------------------------ |
| 2015 | Kreischberg   | 38e Snowboardcross                         |
| 2017 | Sierra Nevada | 24e Snowboardcross 12e Snowboardcross team |
| 2019 | Park City     | 28e Snowboardcross                         |
| 2021 | Idre Fjäll    | 5e Snowboardcross                          |

### Wereldbeker
Eindklasseringen
| Seizoen   | SBX   |
| --------- | ----- |
| 2009/2010 | 82e   |
| 2010/2011 | 58e   |
| 2011/2012 | 88e   |
| 2012/2013 | 66e   |
| 2013/2014 | 66e   |
| 2014/2015 | 10e   |
| 2015/2016 | 28e   |
| 2016/2017 | 33e   |
| 2017/2018 | 12e   |
| 2018/2019 | Brons |
| 2019/2020 | 15e   |

Wereldbekerzeges
| Datum            | Plaats          | Onderdeel      |
| ---------------- | --------------- | -------------- |
| 21 december 2018 | Breuil-Cervinia | Snowboardcross |